# Plebicula centro
Plebicula centro är en fjärilsart som beskrevs av Chapman 1912. Plebicula centro ingår i släktet Plebicula och familjen juvelvingar. Inga underarter finns listade i Catalogue of Life.